# Olympische Sommerspiele 2024/Teilnehmer (Demokratische Republik Kongo)
| Gelbes Symbol für Goldmedaillen mit stilisierten Olympischen Ringen | Graues Symbol für Silbermedaillen mit stilisierten Olympischen Ringen | Braundes Symbol für Bronzemedaillen mit stilisierten Olympischen Ringen |
| ------------------------------------------------------------------- | --------------------------------------------------------------------- | ----------------------------------------------------------------------- |
| —                                                                   | —                                                                     | —                                                                       |

Die Demokratische Republik Kongo nahm an den Olympischen Spielen 2024 vom 26. Juli bis zum 11. August 2024 in Paris mit 6 Athleten (3 Männer, 3 Frauen) teil. Es war die insgesamt zwölfte Teilnahme an Olympischen Sommerspielen.

## Teilnehmer nach Sportarten

### Boxen
Beim afrikanischen Qualifikationsturnier in Dakar konnte sich Marcelat Sakobi Matshu einen Startplatz erkämpfen. Beim zweiten internationalen Qualifikationsturnier in Bangkok qualifizierte sich auch Brigitte Mbabi im Weltergewicht der Frauen für die Olympischen Spiele.
| Athleten               | Wettbewerb       | 1. Runde       | 1. Runde | Achtelfinale    | Achtelfinale  | Viertelfinale | Viertelfinale | Halbfinale    | Halbfinale    | Finale        | Finale        | Rang |
| Athleten               | Wettbewerb       | Gegner         | Ergebnis | Gegner          | Ergebnis      | Gegner        | Ergebnis      | Gegner        | Ergebnis      | Gegner        | Ergebnis      | Rang |
| ---------------------- | ---------------- | -------------- | -------- | --------------- | ------------- | ------------- | ------------- | ------------- | ------------- | ------------- | ------------- | ---- |
| Frauen                 |                  |                |          |                 |               |               |               |               |               |               |               |      |
| Marcelat Sakobi Matshu | Klasse bis 57 kg | S. Turdibekova | 2:3      | ausgeschieden   | ausgeschieden | ausgeschieden | ausgeschieden | ausgeschieden | ausgeschieden | ausgeschieden | ausgeschieden | 17   |
| Brigitte Mbabi         | Klasse bis 66 kg | Freilos        | Freilos  | J. Suwannapheng | 1:4           | ausgeschieden | ausgeschieden | ausgeschieden | ausgeschieden | ausgeschieden | ausgeschieden | 9    |

### Judo
Über die IJF-Weltrangliste konnte sich ein Judoka aus der Demokratischen Republik Kongo im Superleichtgewicht der Männer qualifizieren.
| Athleten      | Wettbewerb       | 1. Runde   | 1. Runde | 2. Runde | 2. Runde | Achtelfinale  | Achtelfinale  | Viertelfinale | Viertelfinale | Halbfinale / Trostrunde | Halbfinale / Trostrunde | Finale / Platz 3 | Finale / Platz 3 | Rang |
| Athleten      | Wettbewerb       | Gegner     | Ergebnis | Gegner   | Ergebnis | Gegner        | Ergebnis      | Gegner        | Ergebnis      | Gegner                  | Ergebnis                | Gegner           | Ergebnis         | Rang |
| ------------- | ---------------- | ---------- | -------- | -------- | -------- | ------------- | ------------- | ------------- | ------------- | ----------------------- | ----------------------- | ---------------- | ---------------- | ---- |
| Männer        |                  |            |          |          |          |               |               |               |               |                         |                         |                  |                  |      |
| Arnold Kisoka | Klasse bis 60 kg | Y. Wolczak | 0:10s1   | —        | —        | ausgeschieden | ausgeschieden | ausgeschieden | ausgeschieden | ausgeschieden           | ausgeschieden           | ausgeschieden    | ausgeschieden    | 17   |

### Leichtathletik
Laufen und Gehen
| Athleten          | Wettbewerb | Vorlauf | Vorlauf | Halbfinale    | Halbfinale    | Finale        | Finale        | Rang          |
| Athleten          | Wettbewerb | Zeit    | Rang    | Zeit          | Rang          | Zeit          | Rang          | Rang          |
| ----------------- | ---------- | ------- | ------- | ------------- | ------------- | ------------- | ------------- | ------------- |
| Männer            |            |         |         |               |               |               |               |               |
| Dominique Mulamba | 100 m      | 10,53 s | 7       | ausgeschieden | ausgeschieden | ausgeschieden | ausgeschieden | ausgeschieden |

### Schwimmen
| Athleten                  | Wettbewerb    | Vorlauf | Vorlauf | Halbfinale    | Halbfinale    | Finale        | Finale        | Rang |
| Athleten                  | Wettbewerb    | Zeit    | Rang    | Zeit          | Rang          | Zeit          | Rang          | Rang |
| ------------------------- | ------------- | ------- | ------- | ------------- | ------------- | ------------- | ------------- | ---- |
| Frauen                    |               |         |         |               |               |               |               |      |
| Divine Miansadi           | 50 m Freistil | 44,10 s | 79      | ausgeschieden | ausgeschieden | ausgeschieden | ausgeschieden | 79   |
| Männer                    |               |         |         |               |               |               |               |      |
| Aristote Ndombé Impelenga | 50 m Freistil | 29,04 s | 70      | ausgeschieden | ausgeschieden | ausgeschieden | ausgeschieden | 70   |